# Ablaq

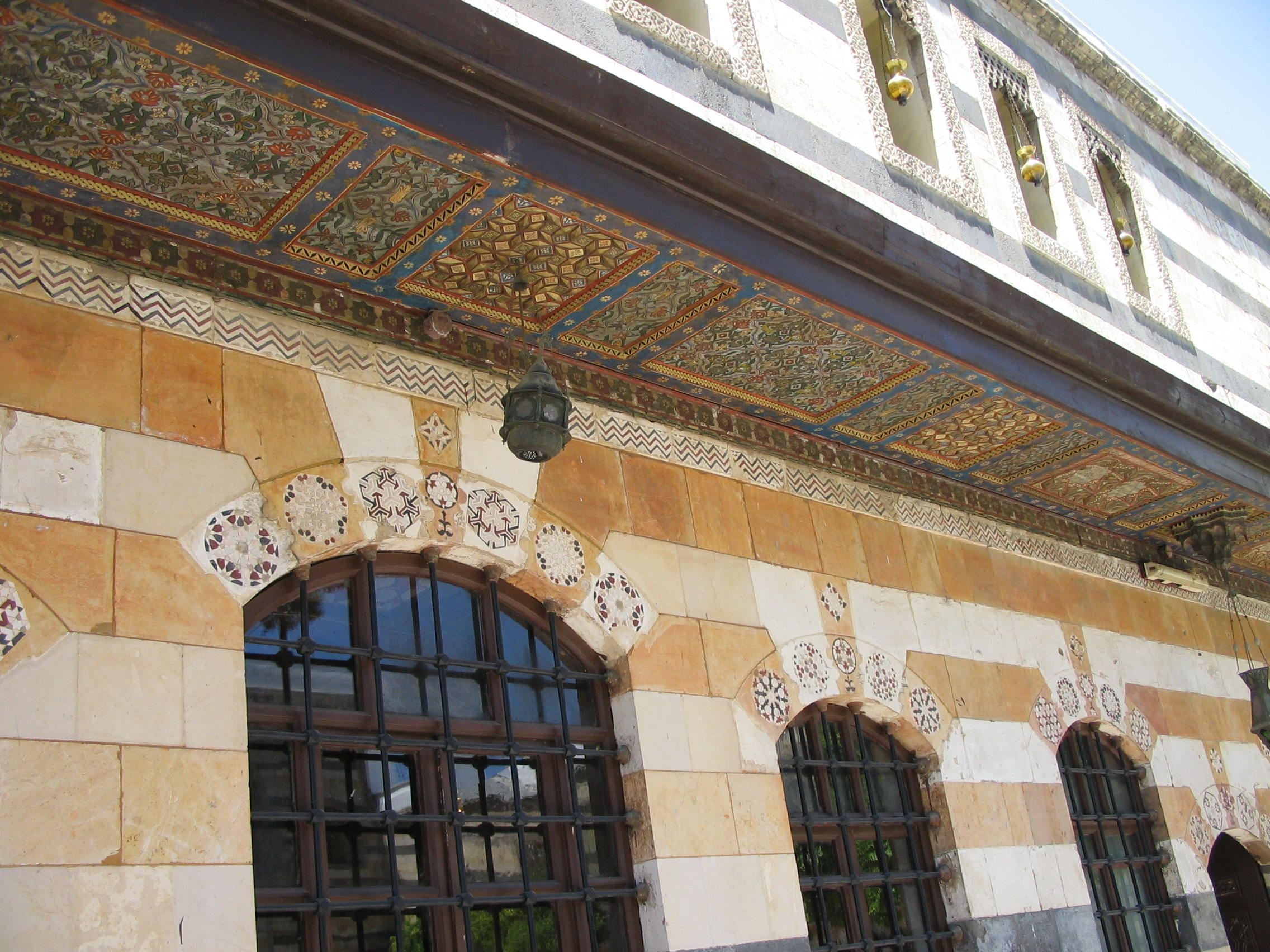
Vue du palais Azim à Damas.

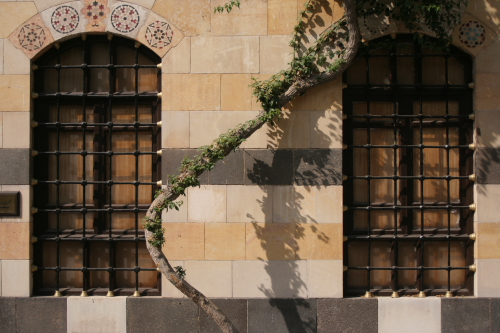
Détail du palais Azim.

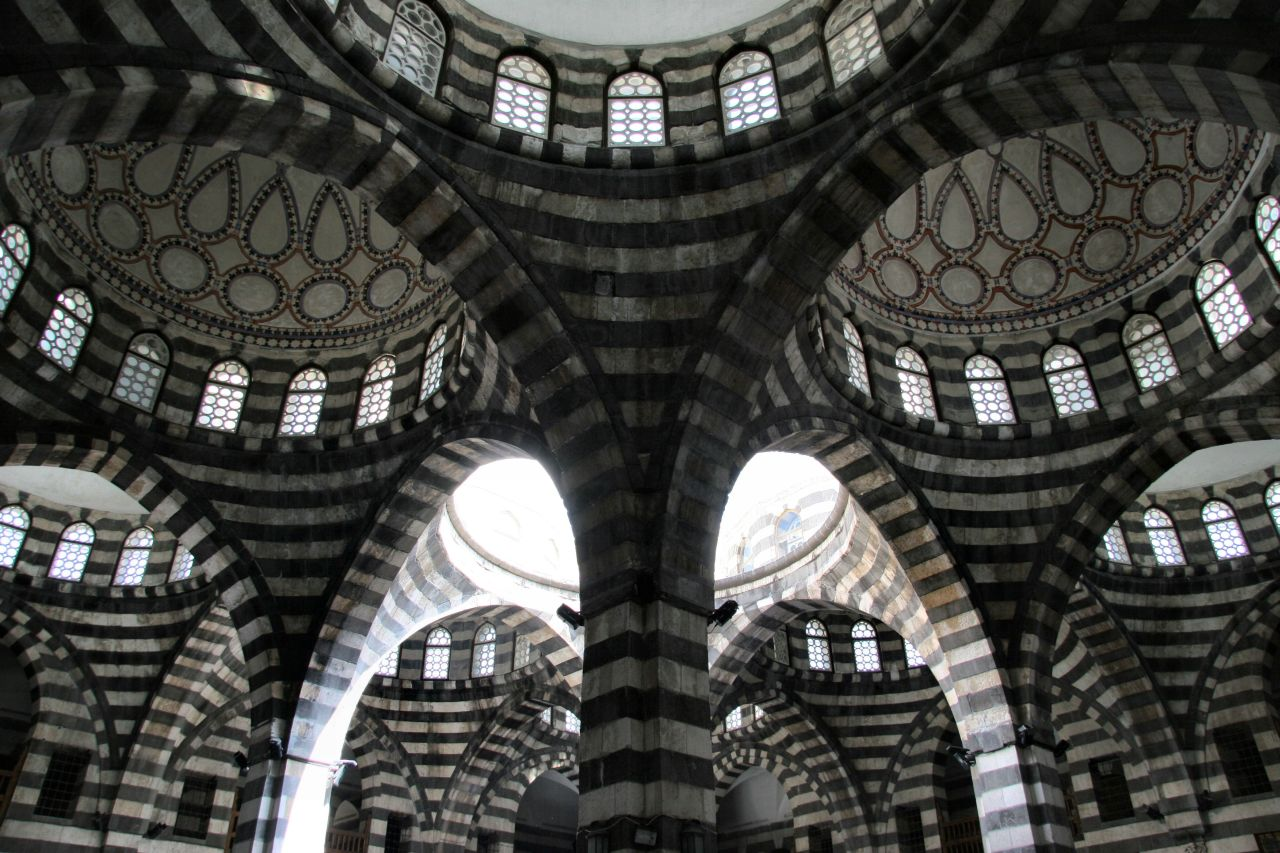
Vue du Khan Assad Pacha

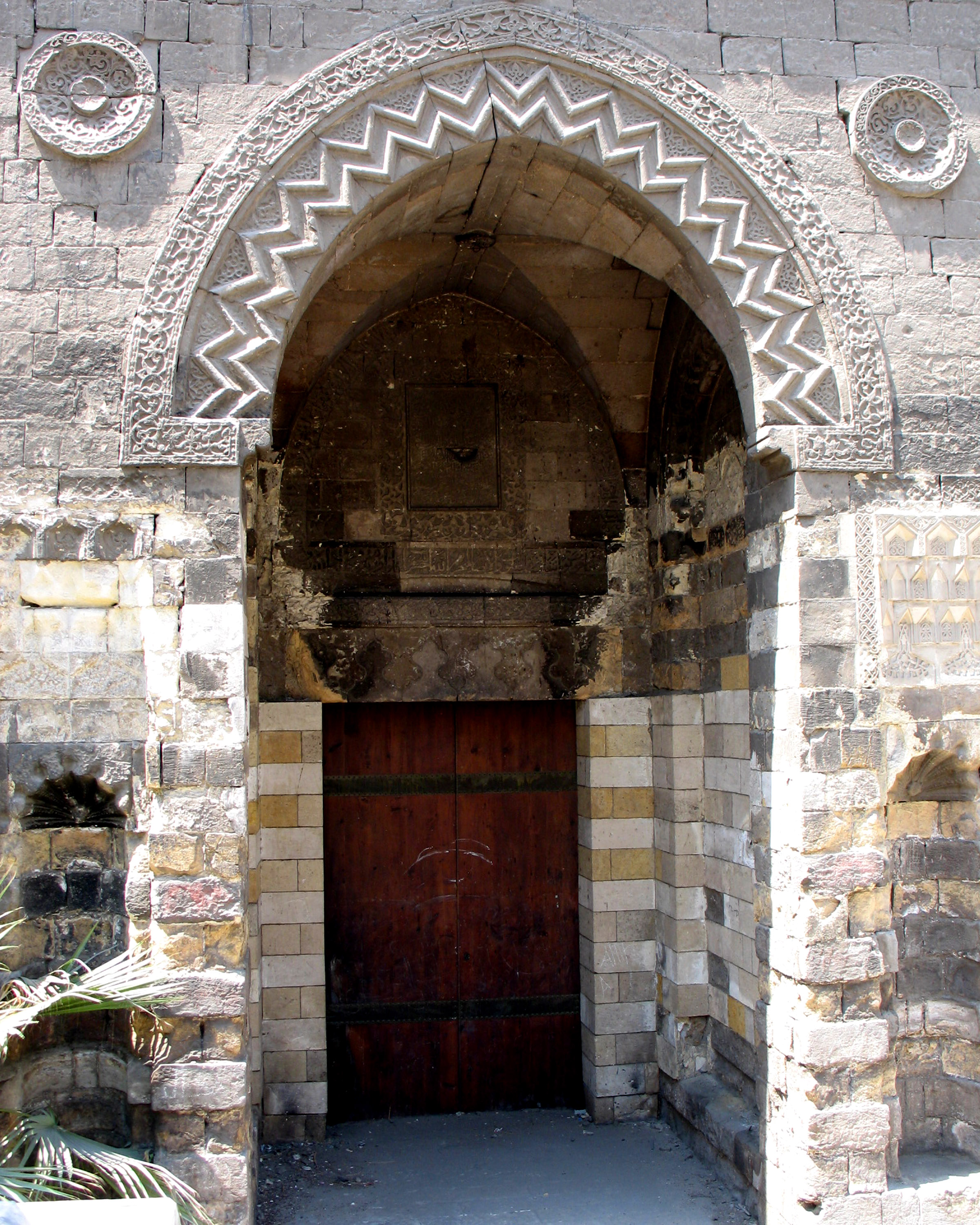
Mosquée d'al-Zahir Baïbars.

L'ablaq (arabe : أبلق; littéralement pie) est un style architectural arabe qui alterne des rangées ou bandes de pierre de couleur foncée et de pierre de couleur claire,. Ce type de maçonnerie est né dans la partie méridionale de la Syrie actuelle et s'est répandu dans plusieurs régions arabes. Le terme est utilisé pour la première fois lorsqu'il s'agit de réparer la grande mosquée de Damas en 1109, mais la technique de l'ablaq est antérieure à ces travaux.

## Technique
Cette technique décorative se répand dans l'architecture islamique. Elle est directement issue de l'architecture byzantine qui fait souvent alterner des pierres de taille de couleur claire et des briques plus sombres.
Le terme est utilisé pour la première fois lorsqu'il s'agit de réparer les murs de la grande mosquée de Damas. Les travaux débutent sur le mur nord en 1109, alternant en bandes deux couleurs de pierre. Cette partie méridionale de la Syrie abonde en pierre de basalte de couleur noire, ainsi qu'en calcaire blanc. Il est donc normal que ces deux matériaux, présents en quantité égale, soient utilisés naturellement en maçonnerie.
Cette technique cependant est antérieure, la mosquée de Cordoue en est un exemple remarquable, de même que la médina Azahara, peut-être la mosquée Al-Aqsa, ainsi que le dôme du Rocher.
Les Mamelouks donnaient à leurs édifices des effets mouchetés et de  chiaroscuro et aimaient particulièrement l'ablaq. La pierre de taille était souvent combinée avec des briques pour les voûtes. Ces éléments architecturaux mamelouks ou syriens étaient aussi partagés par les Ayyoubides, et également par les Croisés en Palestine, en Syrie, et en Égypte.

## Histoire
En 1266-1269, le sultan al-Zahir Baïbars al-Boundouqdari fait construire une mosquée au Caire connue sous le nom de mosquée d'al-Zahir Baïbars, ainsi que le palais Qasr Ablaq, bâti avec des alternances de pierres claires et foncées. À l'imitation de cette mosquée, la technique de l'ablaq se répand au XIIIe siècle,.
L'architecture mamelouke de Syrie, d'Égypte et de Palestine adopta la technique de l'ablaq au XIVe et au XVe siècle. Ce sont surtout des pierres blanches et des pierres noires qui sont utilisées dans ces contrées, ainsi que des briques rouges en rangées égales, donnant un effet de rayures à trois couleurs tout à fait remarquable.
La technique de l'ablaq est utilisée pour la décoration du palais Azim de Damas  et d'autres édifices de l'ère ottomane. Le Dr Andrew Petersen, directeur de recherche en archéologie islamique à l'université de Wales Lampeter, est d'avis que l'ablaq (faisant alterner du calcaire et du basalte) est « caractéristique de la maçonnerie monumentale de Damas. ». On peut en voir des exemples de différentes époques à Alep comme au hammam Yalbougha ou à la maison Ghazaleh.
Le dôme du Rocher de Jérusalem, utilise quant à lui l'ablaq pour ses linteaux, alternant la couleur rouge et la couleur blanche pour mettre en valeur les voussoirs de la grande arche. L'architecture mamelouke de Jérusalem (de 1250 à 1516) comprend donc de la maçonnerie en plusieurs couleurs: blanc, jaune, rouge, ou encore noir. Les origines de l'utilisation du marbre en ablaq pour le dôme du Rocher sont controversées: certains experts estiment qu'elle est d'origine, d'autres qu'elle est due à des ajouts postérieurs.
En Jordanie actuelle, les Mamelouks construisirent un khan fortifié à Aqaba (vers 1145) sur le modèle des forteresses des Croisés. Il comprend une arche au-dessus de l'entrée protégée. En forme de fer à cheval, l'arche est conçue selon la technique de l'ablaq faisant écho à l'architecture mamelouke d'Égypte.
L'architecture sacrée pisane (notamment la cathédrale de Pise et l'église du Saint-Sépulcre, dont les travaux de construction débutent en 1113) utilise l'ablaq, qui n'est pas seulement ici un simple revêtement blanc et noir, dont la mode est directement issue du retour de la Première Croisade (1099) et la fin de celle de 1130. Des motifs architecturaux divers sont utilisés: motifs en ablaq, arche en zigzag, et voussoir à motifs ondulants. Ces ornements ou embellissements sont une appropriation directe de l'architecture musulmane que les Croisés ont trouvée dans leur pèlerinage et leur Première Croisade en Terre Sainte contre les Sarrazins. Ils ont pu ainsi voir à Jérusalem l'ablaq du dôme du Rocher, et de la basilique du Saint-Sépulcre, ainsi que quantité d'exemples dont certains ont disparu. C'est ainsi que les zigzags (cf architecture normande) et l'ablaq sont devenus parties intégrantes du répertoire de l'architecture romane,.

## Source de la traduction
- (en) Cet article est partiellement ou en totalité issu de l’article de Wikipédia en anglais intitulé « Ablaq » (voir la liste des auteurs).